# Pryhorodok
Pryhorodok (ukr. Пригородок) – wieś na Ukrainie, w obwodzie czerniowieckim, w rejonie chocimskim. W 2001 roku liczyła 822 mieszkańców.